# Tommy Shelby
Thomas Michael Shelby é um personagem fictício e o principal protagonista do drama criminal do período britânico Peaky Blinders. Ele é interpretado pelo ator irlandês Cillian Murphy, que ganhou o Irish Film & Television Award e o National Television Award por sua interpretação de Shelby. O personagem recebeu elogios da crítica.
O diretor Steven Knight escalou Murphy para o papel de Tommy Shelby. O personagem é um veterano da Primeira Guerra Mundial de uma família diddicoy baseada em Birmingham. Em 1919, somos apresentados a Shelby e a história gira em torno de seu romance com Grace e seu conflito com o inspetor Campbell. O relacionamento de Shelby com Alfie Solomons é um elemento-chave de muitas das histórias de Peaky Blinders.

## Sobre o personagem
Cillian Murphy expressou interesse em fazer mais papéis na televisão, "Estavam no ar aqueles icônicos programas americanos e nós os assistíamos e todos estavam meio cientes disso. Acho que a BBC estava ciente disso, então eu estava ansioso para ler algumas boas scripts e eles [Peaky Blinders] foram os primeiros scripts de TV que recebi." Murphy também admitiu que não sabia quem eram os Peaky Blinders quando o script foi inicialmente apresentado. Jason Statham foi inicialmente preferido para o papel pelo diretor Steven Knight, que explica "Eu conheci os dois em Los Angeles para falar sobre o papel e optei por Jason. [...] Cillian, quando você o conhece, não é Tommy, obviamente, mas fui estúpido o suficiente para não entender isso." Knight optou por escalar Murphy depois de receber uma mensagem de texto de Murphy, que dizia "Lembre-se, eu sou um ator".
Embora muitos personagens da série sejam baseados em figuras históricas reais, a família Shelby é fictícia, criada por Knight, visto que existem poucos registros sobre a gangue hoje em dia. Tommy Shelby é de uma família Romnichals residente em Birmingham. Murphy passou um tempo com o povo Romni para se preparar para o papel. Shelby é um veterano da Primeira Guerra Mundial e sofre de transtorno de estresse pós-traumático como resultado de suas experiências durante a guerra; algo que é um tema recorrente ao longo da série. Shelby ostenta um penteado undercut e isso fez com que sua popularidade ressurgisse.